# Okręg North Slope
Okręg North Slope (ang. North Slope Borough) – okręg w Stanach Zjednoczonych, w stanie Alaska. Siedziba okręgu znajduje się w mieście Utqiaġvik. Utworzony w roku 1972. 
Okręg położony jest w północnej części Alaski, nad wybrzeżem Oceanu Arktycznego – Morzem Czukockim na północnym zachodzie i Morzem Beauforta na północnym wschodzie. Obejmuje Arktyczną Nizinę Nadbrzeżną i północną część pasma Gór Brooksa. Zamieszkany przez 9430 osób. Największy odsetek ludności stanowią rdzenni mieszkańcy (54,1%) oraz ludność biała (33,4%).

## Miejscowości

### Miasta
- Anaktuvuk Pass
- Atqasuk
- Kaktovik
- Nuiqsut
- Point Hope
- Utqiaġvik
- Wainwright

### Miejscowości spisowe (census-designated places)
- Point Lay
- Prudhoe Bay

### Obszary niemunicypalne
- Deadhorse